# Хамза Юнес
Хамза Юнес (араб. حمزة يونس, нар. 16 квітня 1986, Монастір) — туніський футболіст, нападник клубу «Лудогорець».
Виступав, зокрема, за клуб «Сфаксьєн», а також національну збірну Тунісу.
Володар Кубка Румунії. 

## Клубна кар'єра
У дорослому футболі дебютував 2005 року виступами за команду клубу «Сфаксьєн», в якій провів шість сезонів, взявши участь у 176 матчах чемпіонату. Більшість часу, проведеного у складі «Сфаксьєна», був основним гравцем атакувальної ланки команди. У складі «Сфаксьєна» був одним з головних бомбардирів команди, маючи середню результативність на рівні 0,38 голу за гру першості.
Згодом з 2011 по 2014 рік грав у складі команд клубів «Етюаль дю Сахель», «Петролул» та «Ботев» (Пловдив).
До складу клубу «Лудогорець» приєднався 2014 року. Відтоді встиг відіграти за команду з міста Разграда 12 матчів в національному чемпіонаті.

## Виступи за збірну
У 2014 році дебютував в офіційних матчах у складі національної збірної Тунісу. Наразі провів у формі головної команди країни 4 матчі.

## Титули і досягнення
- Бронзовий призер Всеафриканських ігор: 2007
- Володар Кубка Тунісу (1):

«Сфаксьєн»: 2008–09
- Володар Кубка конфедерації КАФ (2):

«Сфаксьєн»: 2007, 2008
- Володар Кубка володарів кубків УНАФ (1):

«Сфаксьєн»: 2009
- Переможець Чемпіонату африканських націй: 2011
- Володар Кубка Румунії (1):

«Петролул»: 2012–13
- Чемпіон Болгарії (1):

«Лудогорець»: 2014–15
- Володар Кубка Болгарії (1):

«Лудогорець»: 2014